# NGC 33
Az NGC 33 egy kettőscsillag a Pisces (Halak) csillagképben.

## Felfedezése
Az NGC 33-at Albert Marth fedezte fel 1864. szeptember 9-én.